# Charette (Isère)
Charette é uma comuna francesa na região administrativa de Auvérnia-Ródano-Alpes, no departamento de Isère. Estende-se por uma área de 11,26 km². Em 2010 a comuna tinha 469 habitantes (densidade: 41,7 hab./km²).